# Шогенов, Ислам Асланович
Ислам Асланович Шогенов (род. 20 июля 1998) — российский дзюдоист, чемпион и призёр чемпионатов России, мастер спорта России по самбо (2018), мастер спорта России по дзюдо (2021). Живёт в Нальчике. Выступает за "Клуб-Дзюдо Локомотив-Грин-Хилл" (Нальчик).

## Биография
На командном чемпионате России по дзюдо в 2021 году стал бронзовым призёром, через год на клубном чемпионате России по дзюдо вновь повторил бронзовый успех.
В 2022 году на чемпионате России, который состоялся в Екатеринбурге в октябре-ноябре, в категории до 90 килограммов завоевал золотую медаль. В финале победил спортсмена из Иркутской области Екубжона Назирова.
Проходит обучение в магистратуре факультета механизации и энергообеспечения предприятий Кабардино-Балкарского государственного аграрного университета.

## Спортивные результаты
- Командный чемпионат России по дзюдо 2021 года — ;
- Клубный чемпионат России по дзюдо 2022 года — ;
- Чемпионат России по дзюдо 2022 года — .